# Too Fast for Love
Too Fast for Love es el álbum debut de la banda estadounidense de glam metal Mötley Crüe y es considerado por muchos como uno de los primeros discos en su estilo. Originalmente incluía la canción "Stick to Your Guns"  cuando fue lanzado el 10 de noviembre de 1981 en la marca de la banda Leathür Records. Es considerado uno de los álbumes más influyentes de su género. Fue remezclado y vuelto a lanzar el 20 de agosto de 1982 en una versión acortada en la cual se quitaron dos canciones. En 1999 fue remasterizado y vuelto a lanzar completo.
Aunque el álbum sólo llegó al 77° lugar  en el Billboard 200 de Estados Unidos, alcanzó el millón de copias vendidas y es considerado un clásico de tanto su subgénero como del metal de los 80's. El estilo del álbum mezcla elementos del punk rock, glam rock y el heavy metal.
La portada del álbum es un tributo al álbum de los Rolling Stones, Sticky Fingers.

## Lista de canciones

### Versión original
1. "Live Wire" (Nikki Sixx) – 3:14
2. "Come On and Dance" (Sixx) – 2:47
3. "Public Enemy #1" (Sixx, Lizzie Grey) – 4:21
4. "Merry-Go-Round" (Sixx) – 3:22
5. "Take Me to the Top" (Sixx) – 3:43
6. "Piece Of Your Action" (Vince Neil, Sixx) – 4:39
7. "Starry Eyes" (Sixx) – 4:28
8. "Too Fast For Love" (Sixx) – 3:22
9. "On With The Show" (Neil, Sixx) – 4:07
10. "Toast of the Town" (Mick Mars, Sixx) – 3:35 (Sólo en la versión original de 1981)
11. "Stick to Your Guns" (Sixx) – 4:21 (Sólo en la versión original de 1981)

Fue relanzado el 20 de agosto de 1982, sin las canciones 10 y 11. Esa nueva versión fue la versión "popular" durante los siguientes 17 años, hasta que fue vuelto a lanzar en 1999 con canciones adicionales, al igual que sus otros discos de los 80's.

### Reedición de 1982
- "Toast of the Town" 3:35
- "Tonight" [Canción inédita] 4:27

--Esta canción es un cóver de los The Raspberries.
- "Too Fast For Love" [intro alterno] 4:19
- "Stick to Your Guns" 4:23
- "Merry-Go-Round" [En vivo en San Antonio, Texas] 3:56
- "Live Wire" [Video] 12:18

## Miembros
- Vince Neil - voz
- Mick Mars - guitarra
- Nikki Sixx - bajo
- Tommy Lee - batería

- Datos: Q1048188